# Horst Hein
Horst Hein es un deportista alemán que compitió para la RFA en judo. Ganó una medalla de bronce en el Campeonato Europeo de Judo de 1960, en la categoría 2.º dan.

## Palmarés internacional
| Campeonato Europeo | Campeonato Europeo       | Campeonato Europeo | Campeonato Europeo |
| Año                | Lugar                    | Medalla            | Categoría          |
| ------------------ | ------------------------ | ------------------ | ------------------ |
| 1960               | Ámsterdam (Países Bajos) | Medalla de bronce  | 2.º dan            |